# Talent
Talent općenito znači iznimna sposobnost za nešto, darovitost ili nadarenost; može se misliti i na osobu koja je nadarena, darovita. Talent nije isto što i vještina, koja je naučena sposobnost.
Talent je također u povijesnom kontekstu mjera za masu u starih naroda. Primjerice, hebrejski talent bio je mase 34,272 kg, a iz njega su izvedeni mina (0,571 kg), šekel (11,424 g) i polušekel., a njen iznos od naroda do naroda varira između 26—34 kg.
Talent se također može odnositi na:
- Supertalent, hrvatski talent show emitiran krajem 2009. godine. Dio međunarodno poznatog Got talent serijala.
- Billy Talent, kanadsku rock skupinu iz Toronta.
- Jim Talent, američki političar, bivši senator Missourija.